# Khao Luang
Le Khao Luang (thaï : เขาหลวง) est le point culminant de la région péninsulaire au sud de la Thaïlande à 1 835 m d'altitude.
Il a donné son nom à un parc national.

## Hydrographie
Le fleuve Tapi, le plus long fleuve du Sud de la Thaïlande, et les rivières Pakphanang, Klai, Pakpoon et Nopphitan ont leurs sources dans le parc national de Khao Luang.
Il y a une multitude de cascades : 
- Phrom Lok (น้ำตก พรหมโลก) ;
- Karom (น้ำตก กะโรม) ;
- Ai Khiao (น้ำตก อ้ายเขียว) ;
- Krung Ching (น้ำตก กรุงชิง) ;
- Tha Phae (น้ำตก ท่าแพ) ;
- น้ำตก เหนือฟ้า, etc.

Cascades, chutes d'eau et rapides
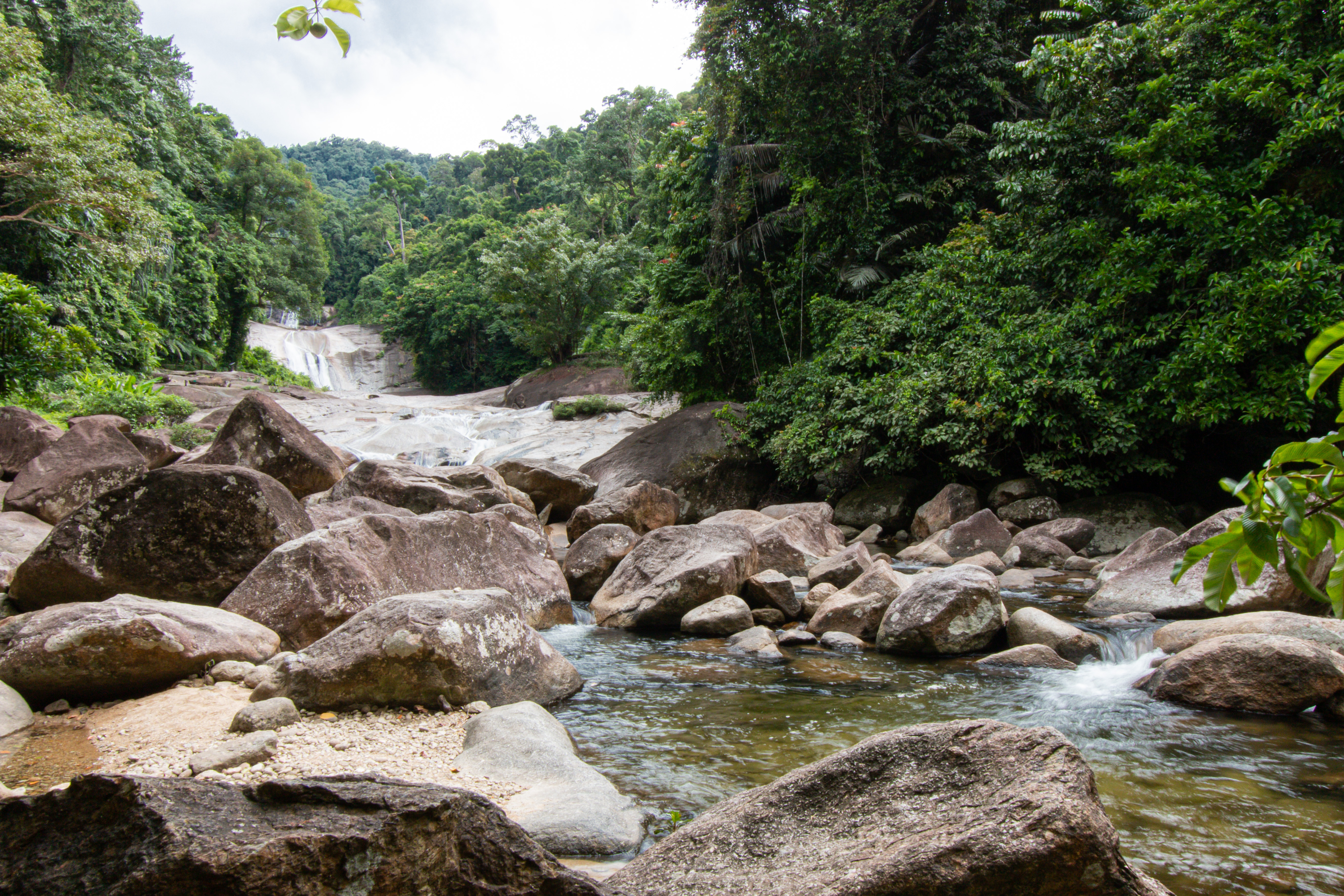
Phrom Lok.
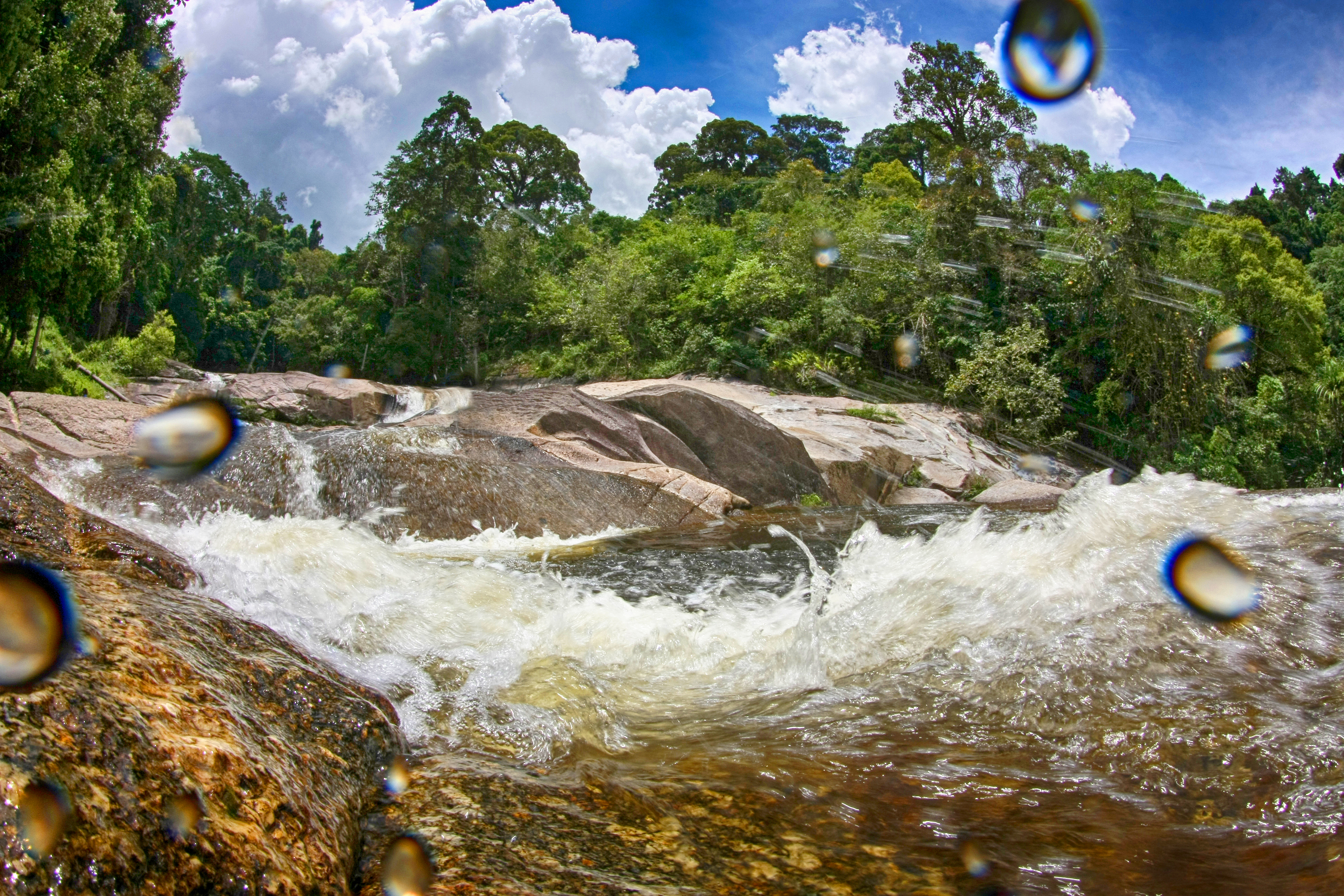
Karom.
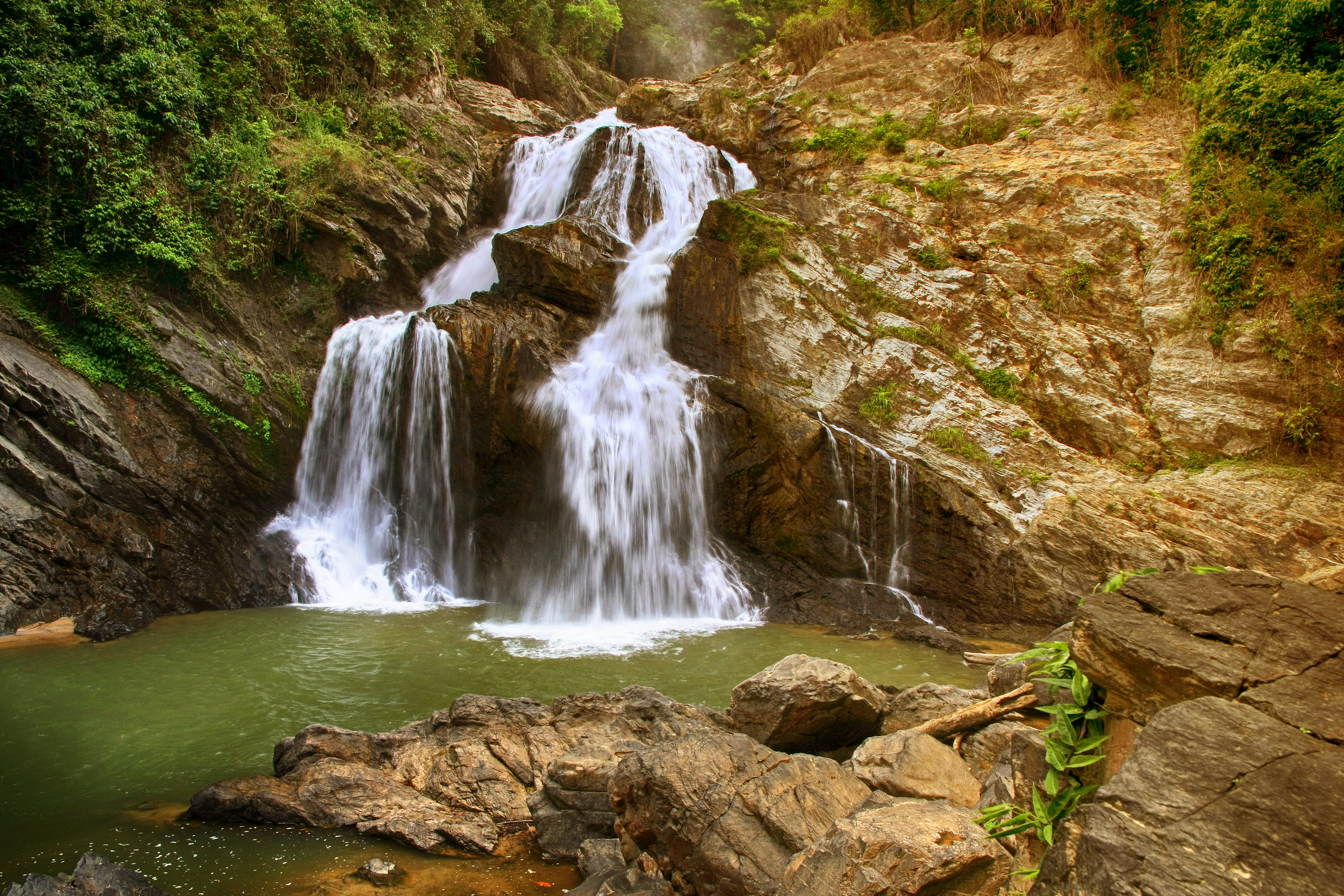
Krung Ching.
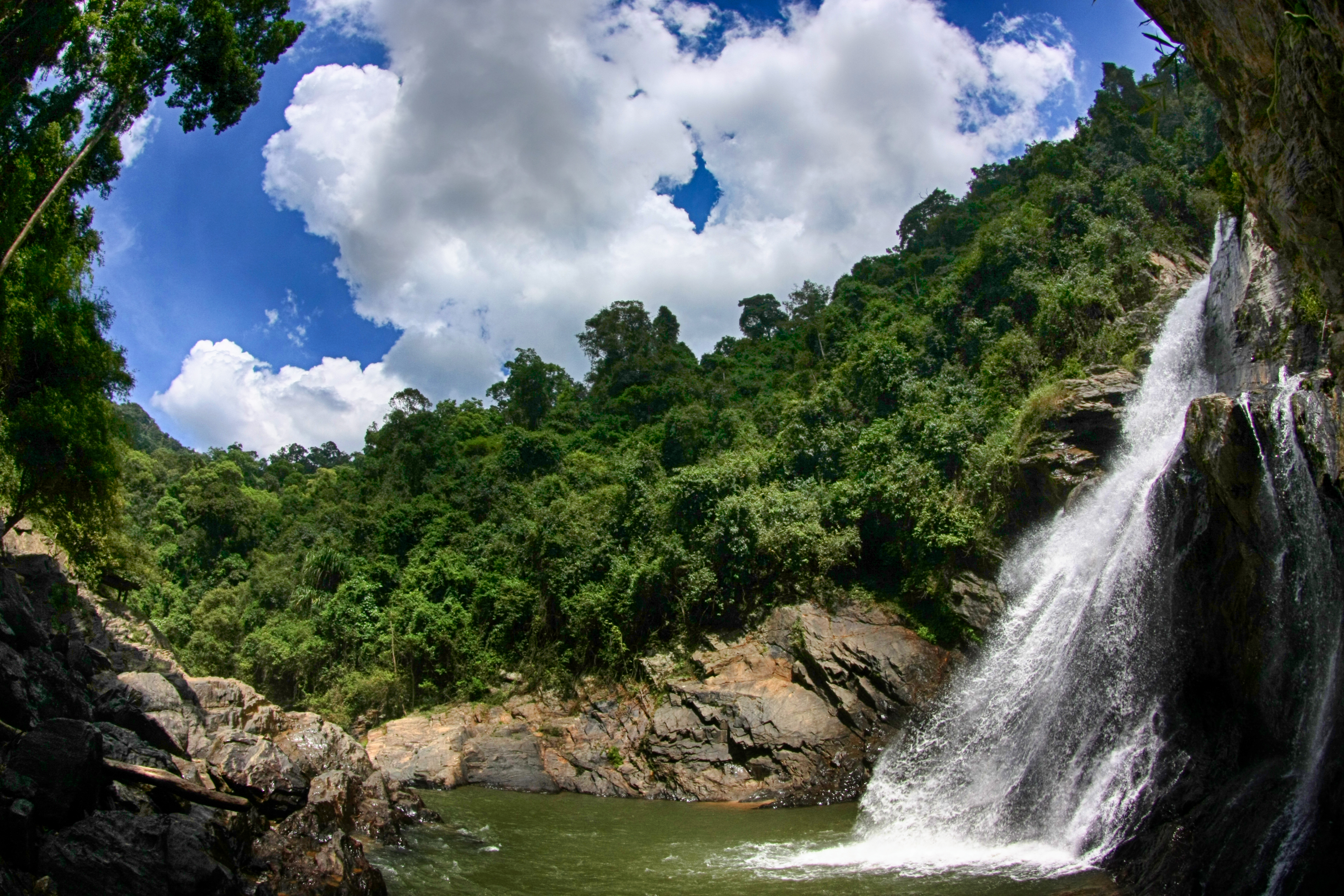
Krung Ching.

## Climat
Il y a deux saisons : la saison des pluies de mai à janvier et la saison chaude de février à avril. Les mois les plus pluvieux sont octobre, novembre et décembre. Il pleut abondamment : 3 500 à 4 000 mm d'eau par an dans le parc national.
Les températures les plus froides, comprises entre 15 et 17 °C, sont relevées entre décembre et février ; les températures les plus chaudes, comprises entre 28 et 30 °C, sont relevées en avril.

## Flore et faune

### Flore

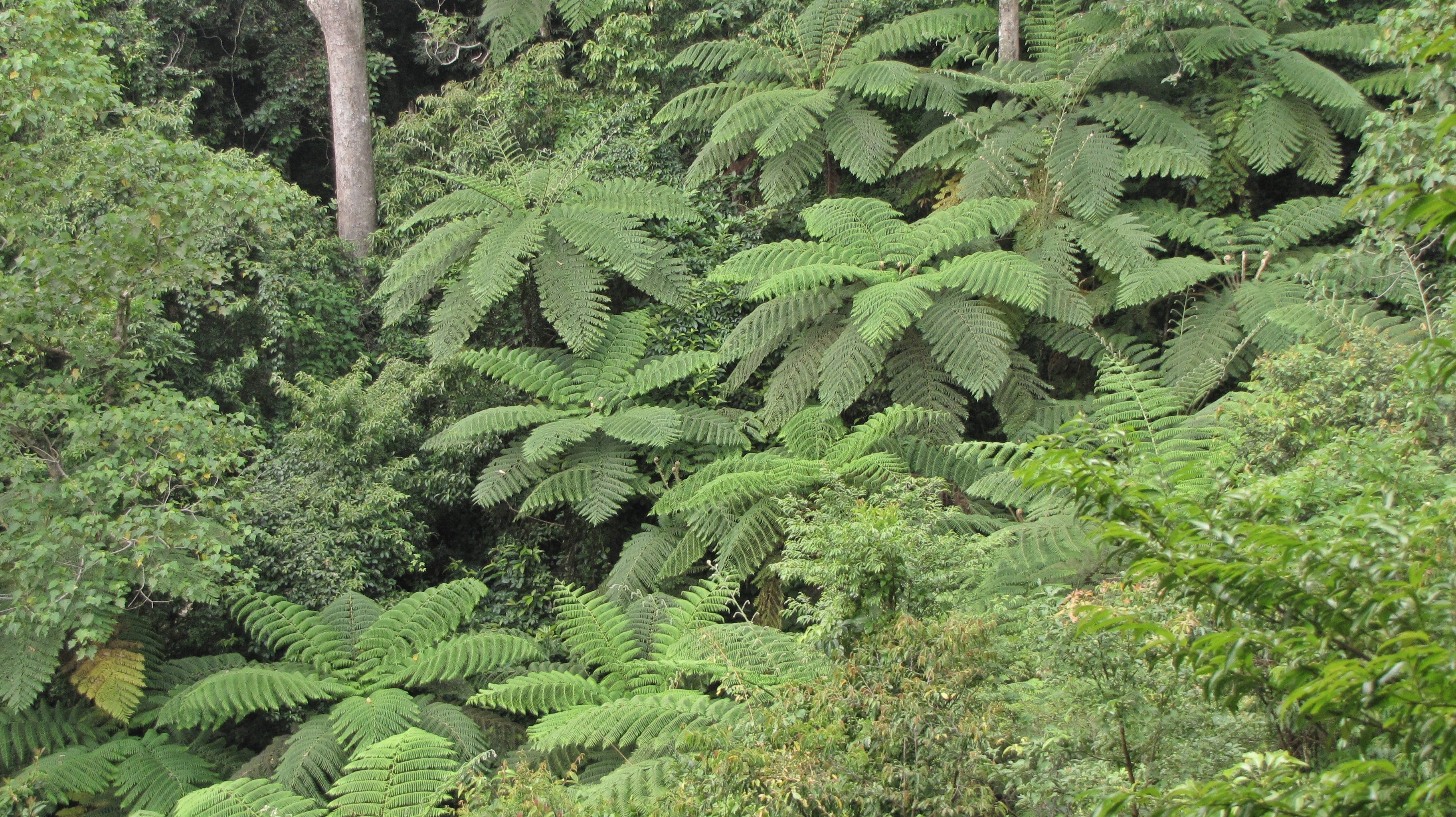
Forêt tropicale humide.

Le parc national de Khao Luang (thaï : อุทยานแห่งชาติเขาหลวง) est couvert de forêts tropicales humides.
Au-dessus de 1 000 m d'altitude, on trouve des forêts de montagnes et les caractéristiques arbres Styrax sp., Helicia sp. et Mesua ferrea ; les arbustes Goniothalamus expansus ; les fougères Dipteris conjugata et Cheiropleuria bicuspis.
En dessous de 1 000 m d'altitude, on trouve des forêts tropicales humides avec l'arbre le plus grand d'Asie du Sud-Est Koompassia excelsa, les arbres géants Dipterocarpus sp. dont Dipterocarpus alatus, Hopea odorata, Parashorea stellata, Shorea sp. dont Shorea ferinosa, Shorea gratissima et Shorea leprosula, Anisoptera costata ainsi que l'arbre de fer Intsia palembanica, le Magnolia champaca (Michelia champaca), Aglia andamanica et le cèdrèle du Vietnam Toona febrifuger ; les arbres Ailanthus triphysa, Cinnamomum bejolghota, Cinnamomum iners et Cinnamomum porrectus ; les petits arbres et arbustes Neolitsea zeylanica et Vatica cinerea.
On trouve des palmiers rotins Calamus bousigonii, Calamus javensis, Calamus scipionum, Korthalsia grandis et Korthalsia rigida, des palmiers grimpants épineux Daemonorops brachystachys, Daemonorops grandis et Daemonorops kunstleri, ou encore des palmiers queue-de-poisson Caryota obtusa.
On trouve aussi des bambous Gigantochloa apus et Gigantochloa hasskarliana, ainsi que Schizostachyum blumei et Schizostachyum brachycladum.
Il y a aussi probablement plus de 300 espèces d'orchidées dont les endémiques Cirrhopetalum retusiusculum, Bulbophyllum congestum et Bulbophyllum smithinandii, Epipogium roseum et Didymoplexiopsis.

### Faune
On peut observer plus de 327 animaux remarquables sans compter la multitude d'insectes, d'araignées, vers et sangsues.
Environ 90 espèces de mammifères sont présentes, dont : éléphants d'Asie, gaurs (ou gayals) et bantengs, petits cerfs aboyeurs communs Muntiacus muntjak et grands cerfs sambars, saros de Sumatra, tapirs de Malaisie, porc-épics athérures malais, cochons sauvages (sangliers), panthères (léopards), tigres, ours malais, mangoustes de Java, belettes malaises, chats-ours, macaques à queue de cochon des îles de la Sonde et des macaques à face rouge, gibbons à mains blanches (gibbon lar), semnopithèques obscurs et presbythèques Presbytis robinsoni, etc.
De 157 à 200 espèces d'oiseaux  sont observables, dont : calaos à casque rond, calaos bicornes, calaos coiffés et calaos largups, coqs sauvages (coqs bankiva), faisans nobles et argus géants, barbus bigarrés, colombars à gros bec, aigles noirs, etc.

Quelques oiseaux
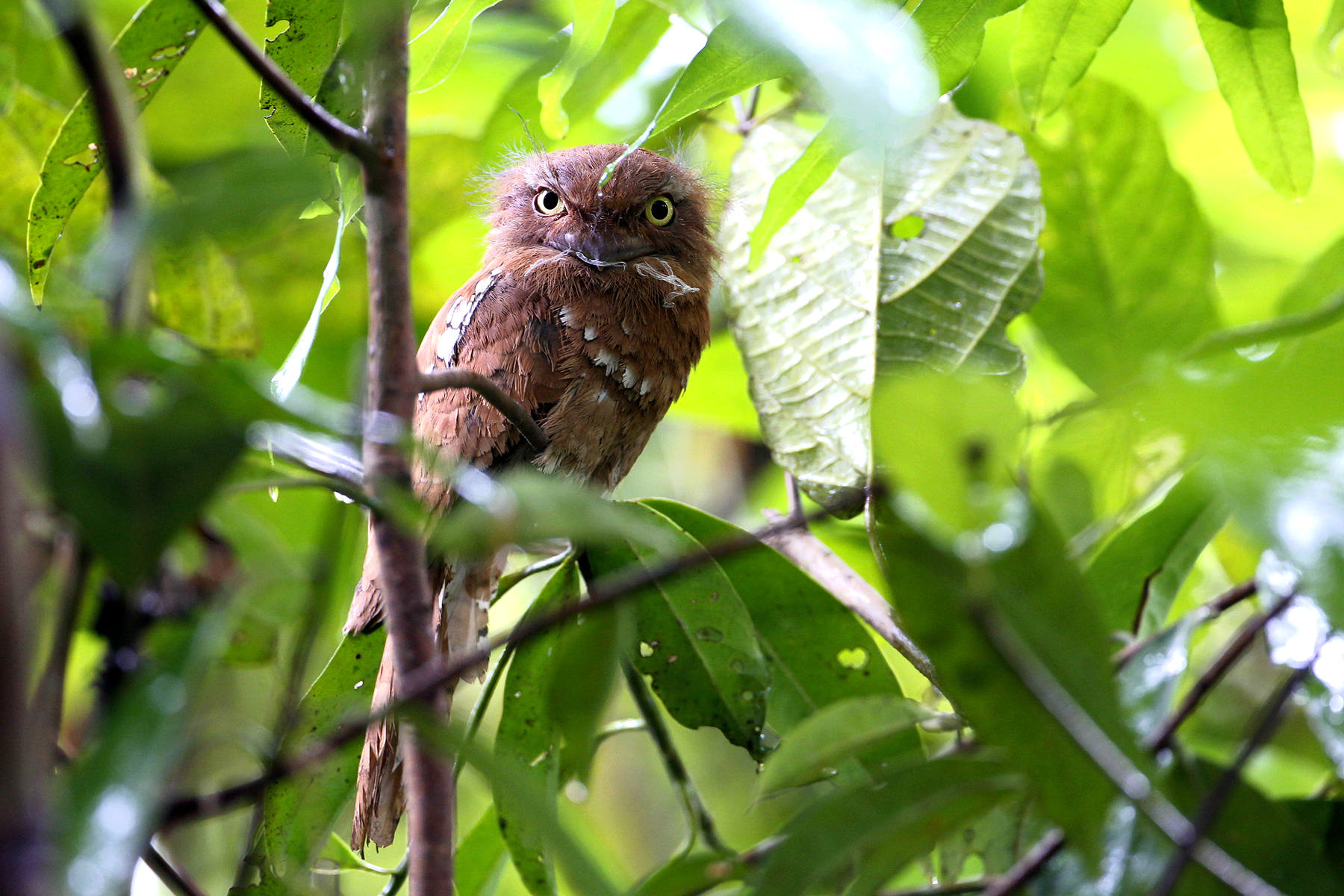
Podarge de Blyth.
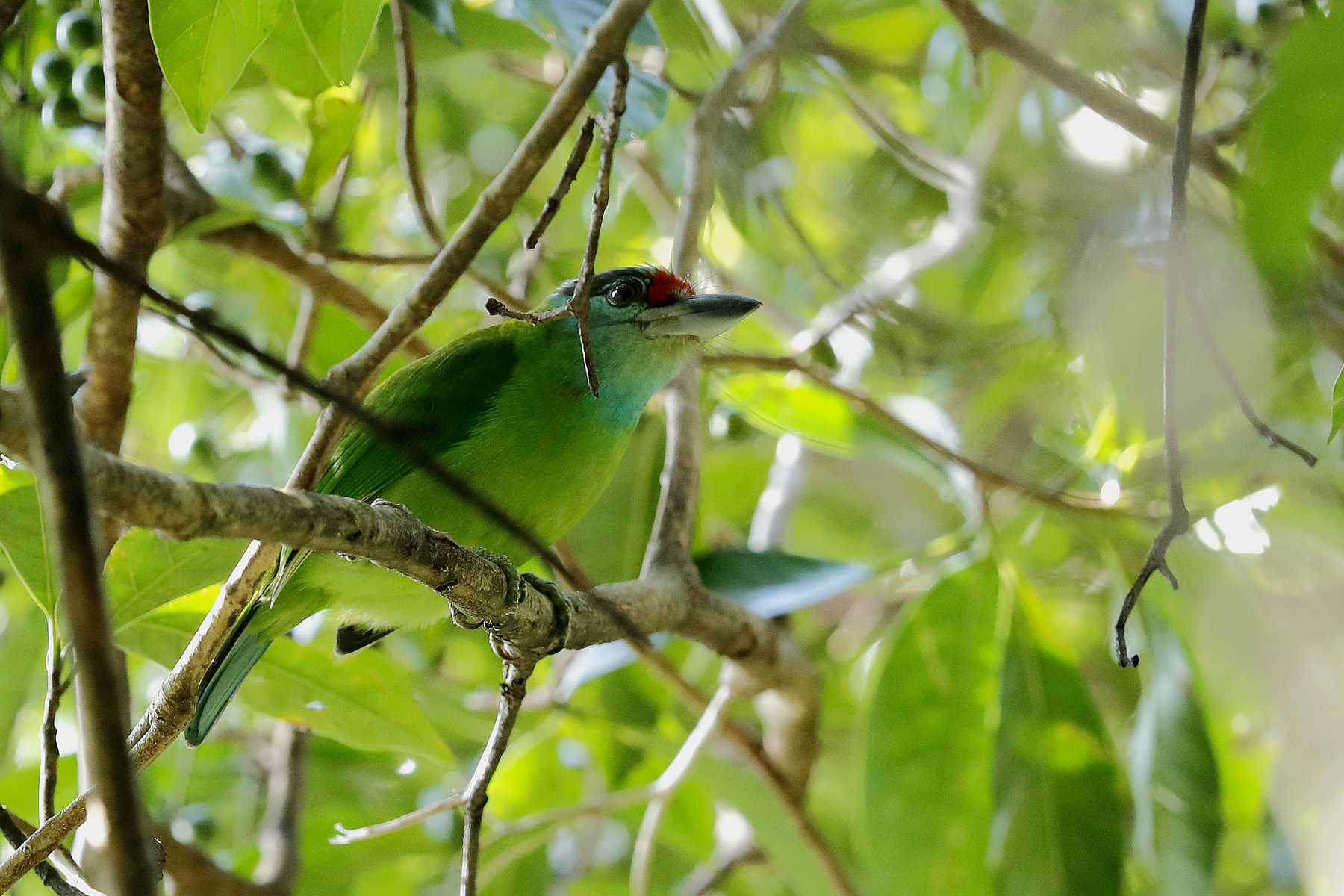
Barbu de Kra.
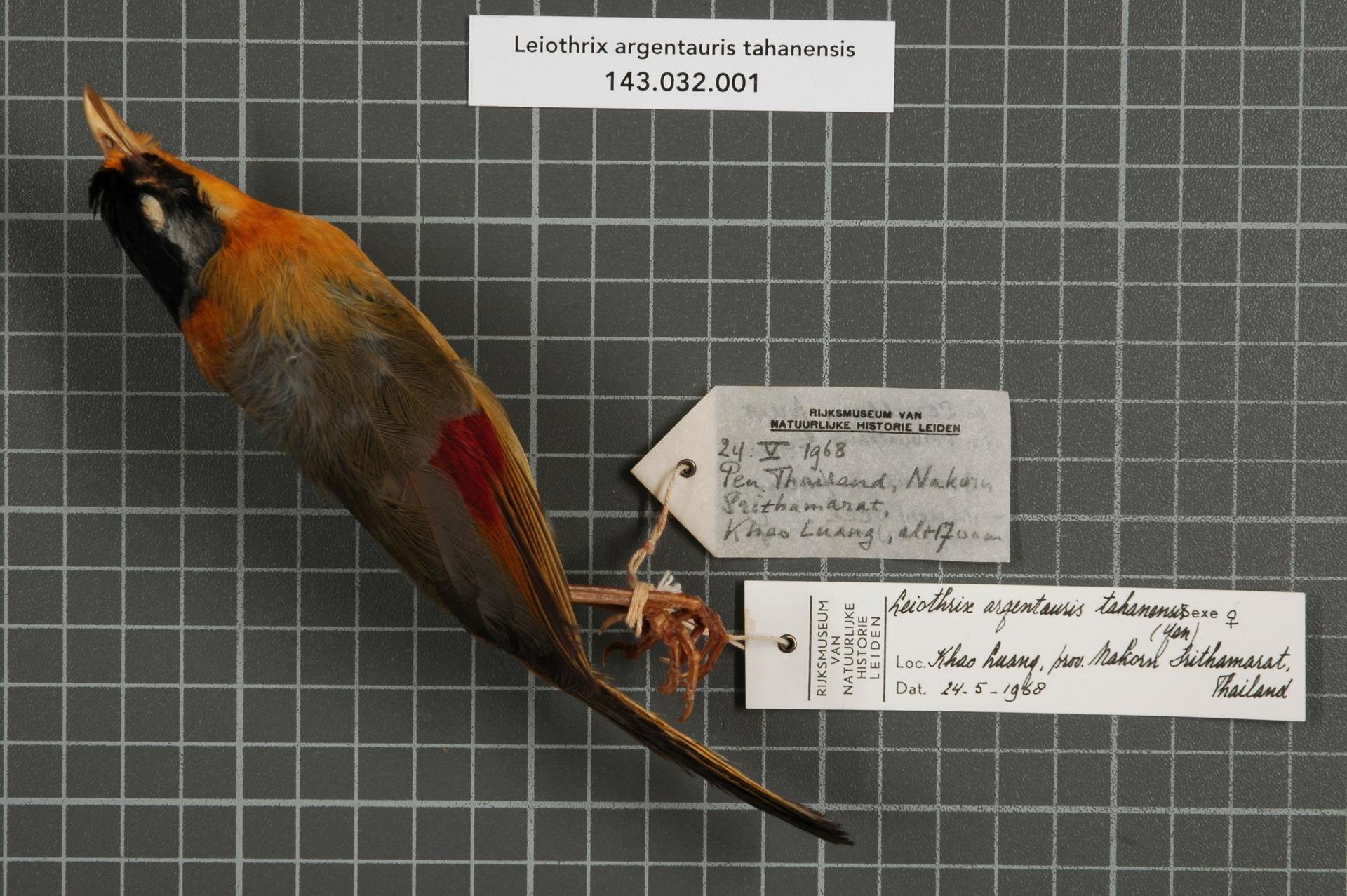
Léiothrix à joues argentées.

Environ 31 reptiles sont également présents : serpents non venimeux dont python malais, Boiga saengsomi, Hebius inas, Ptyas carinata, Sibynophis melanocephalus ; serpents venimeux mais non dangereux pour l'homme, dont serpent liane Ahaetulla prasina ; serpents extrêmement venimeux et mortels dont bongare à tête rouge ; lézards gecko Cnemaspis kumpoli et gecko Cyrtodactylus brevipalmatus, scinque Lygosoma herberti ; tortue épineuse Heosemys spinosa, etc.

Quelques serpents
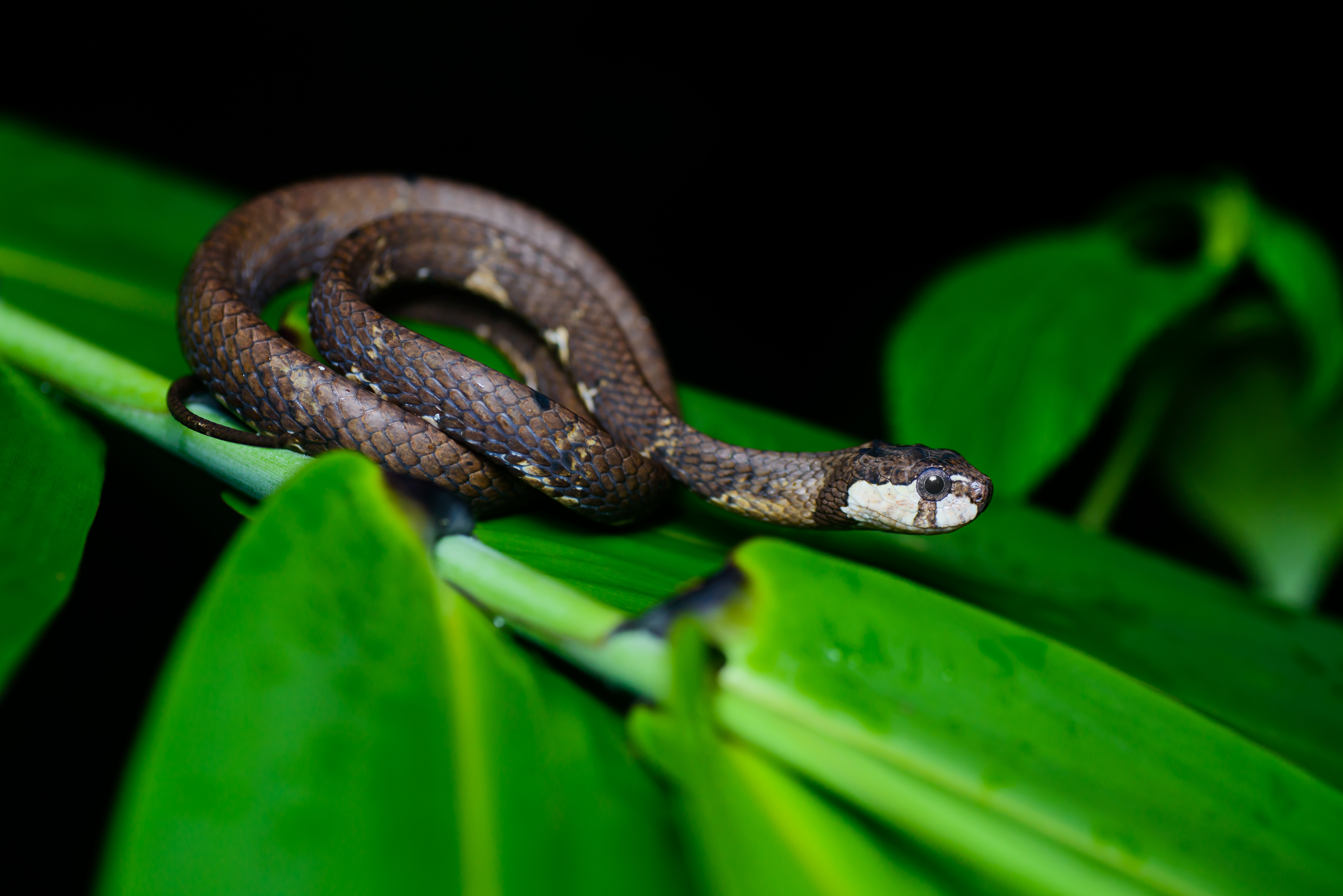
Aplopeltura boa.
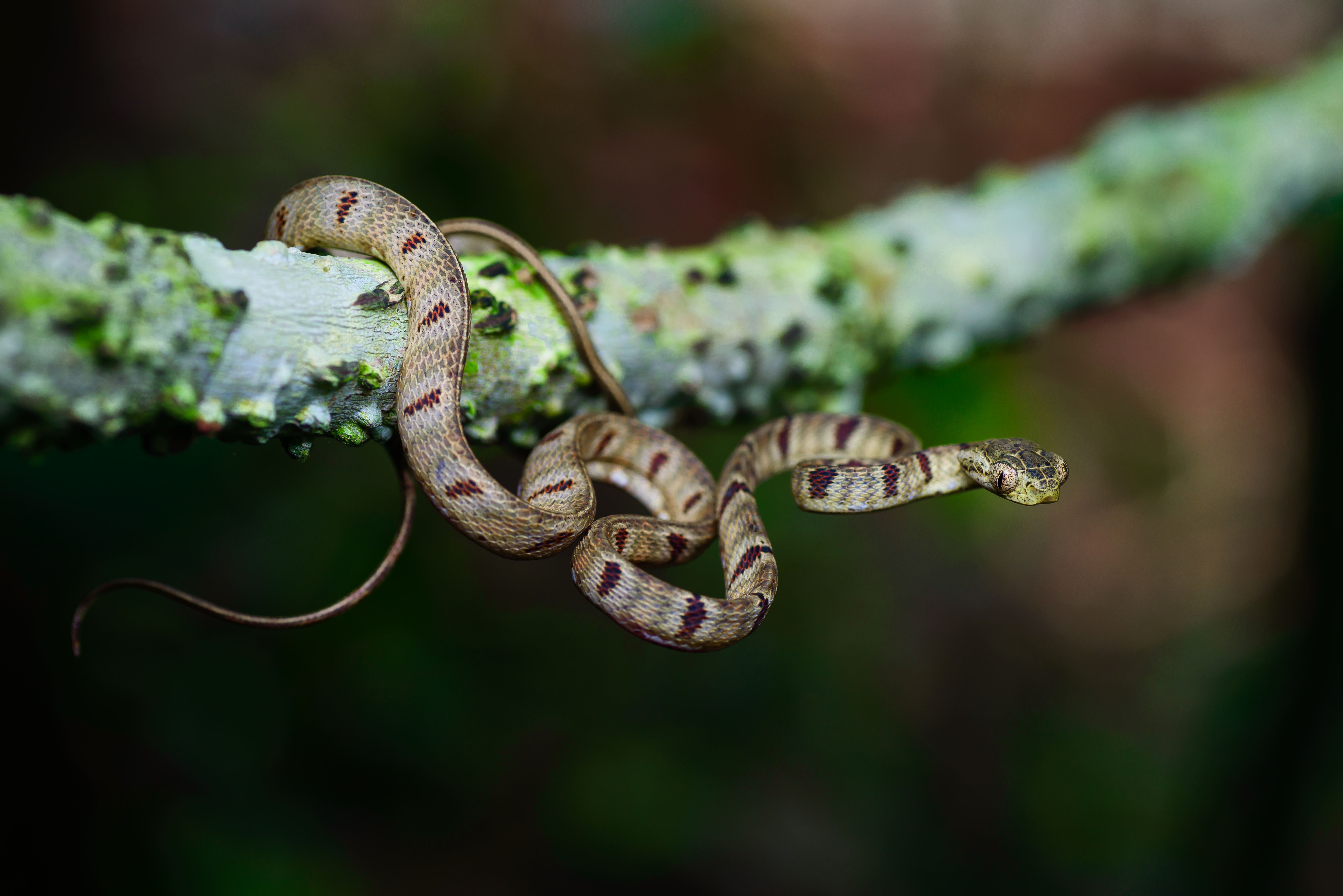
Boiga bengkuluensis.
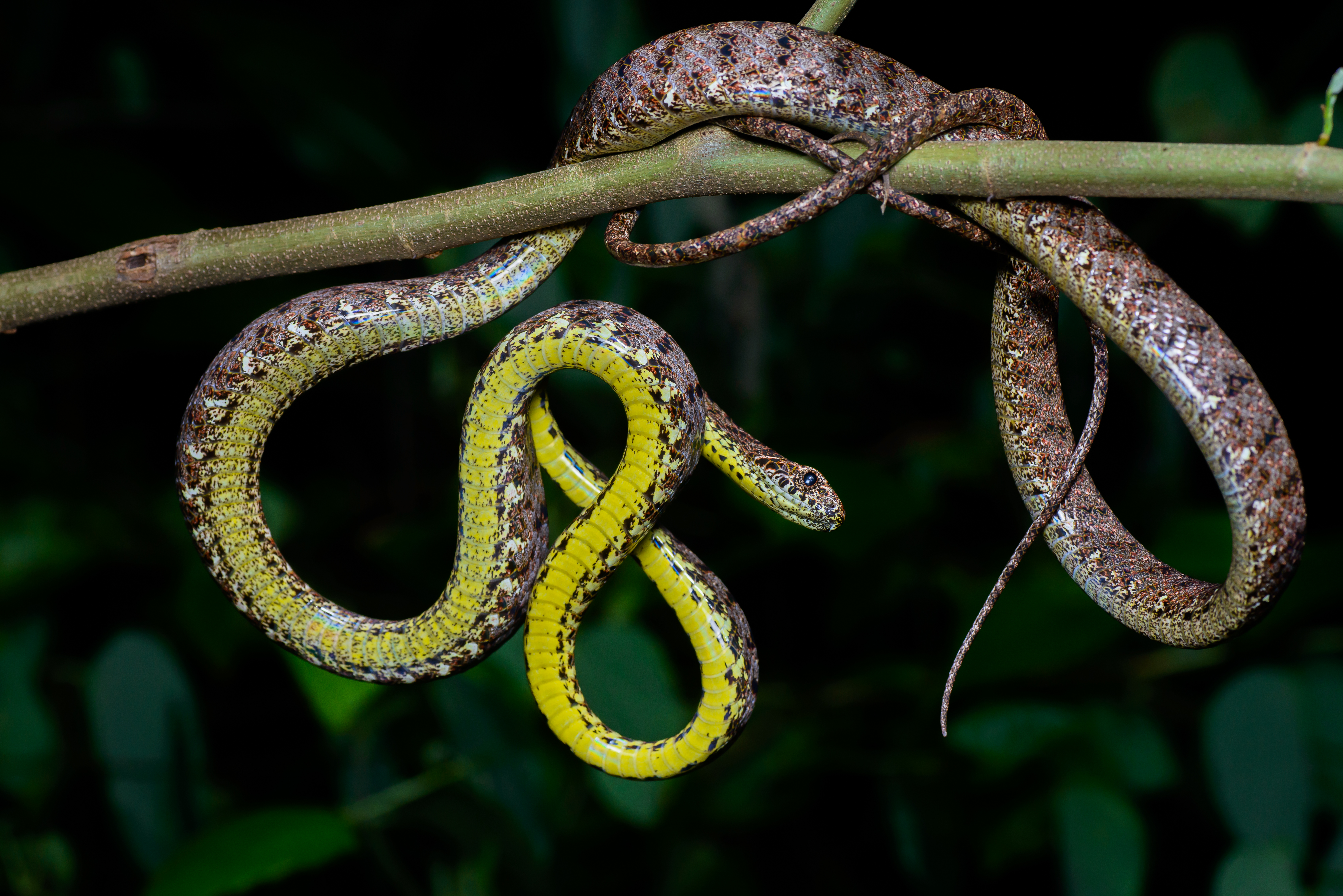
Boiga jaspidea.
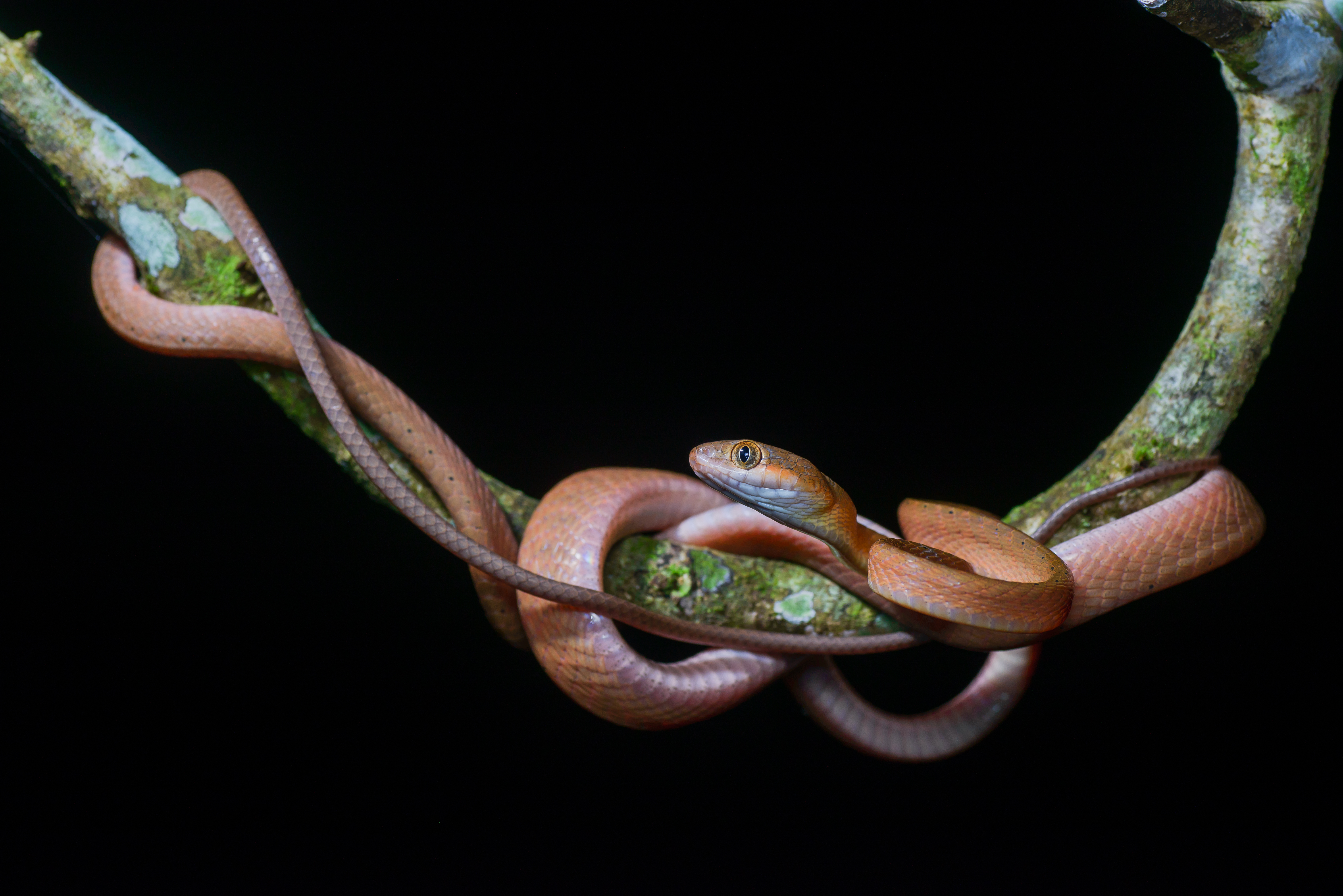
Boiga nigriceps.
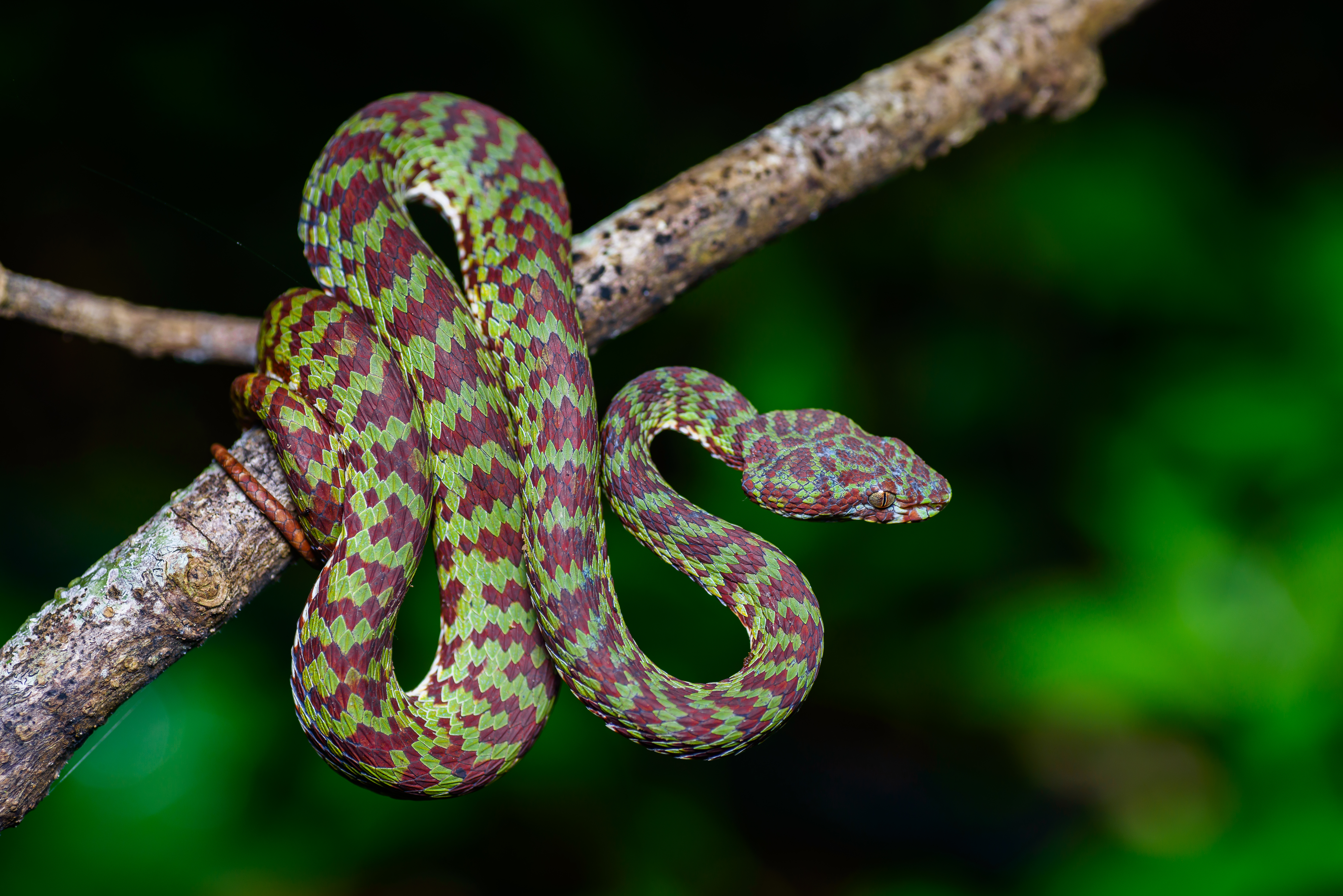
trimeresurus venustus.

Quelques lézards
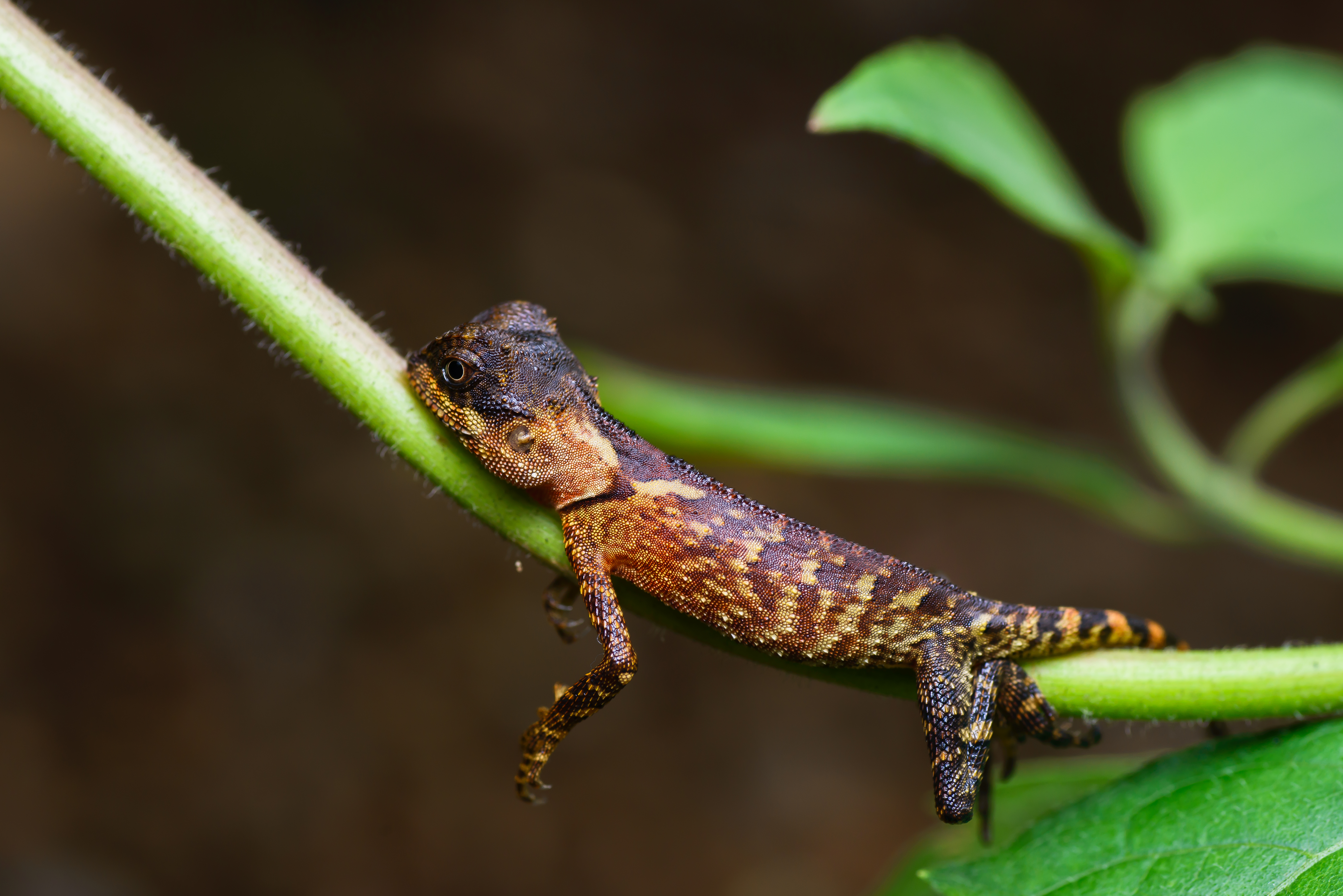
Acanthosaure de Boulanger ou Dragon des montagnes.
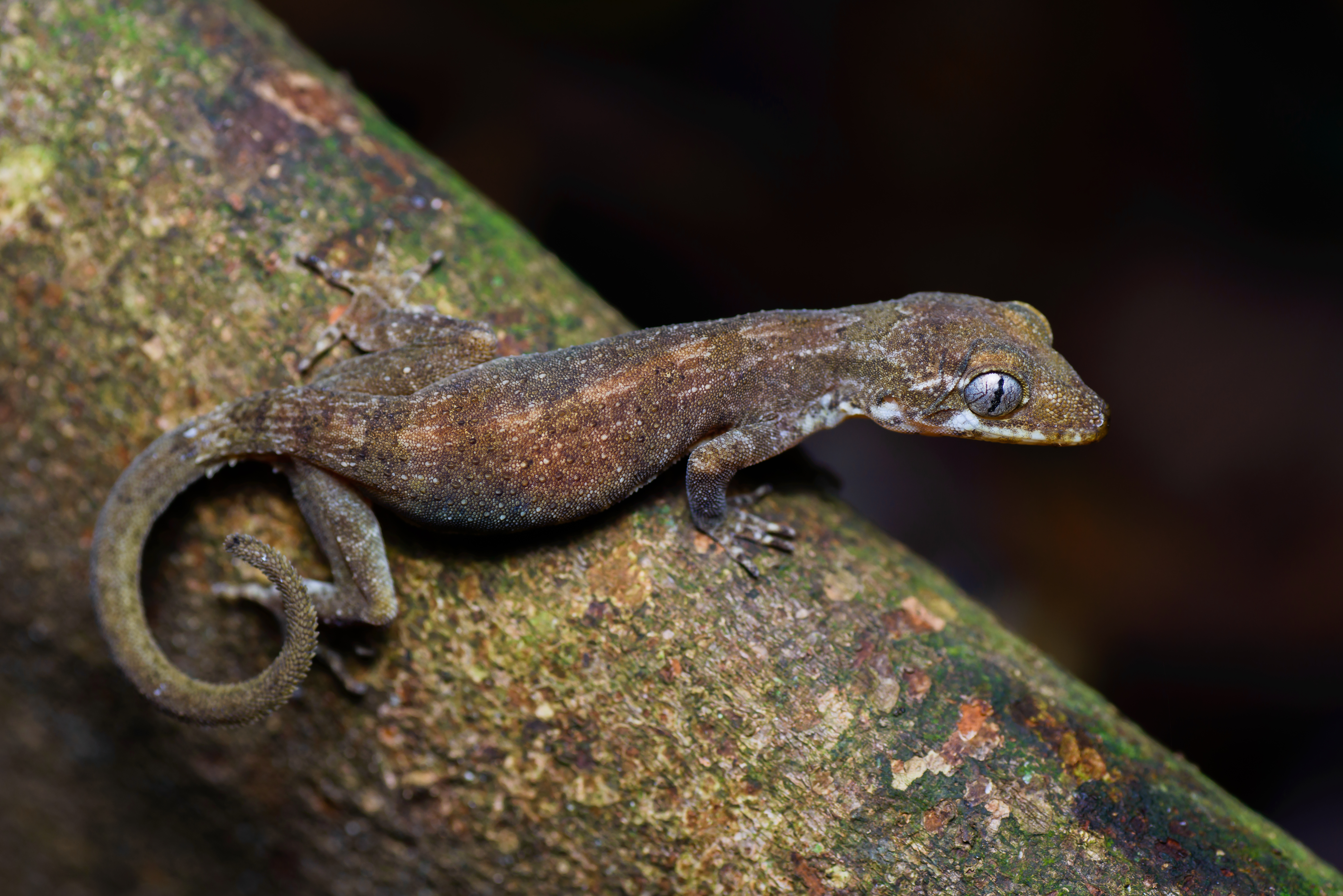
Gecko Cyrtodactylus brevipalmatus.
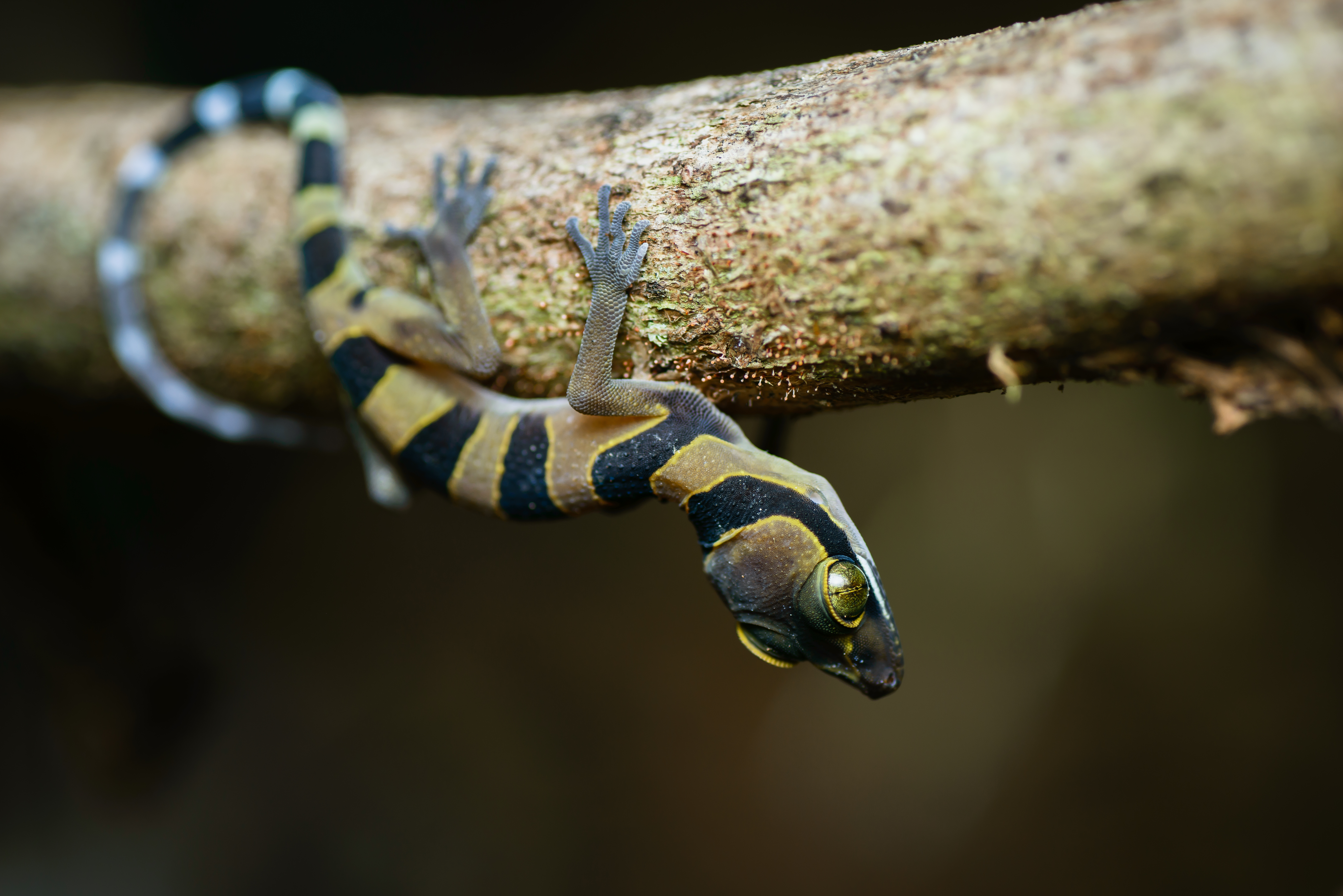
Gecko Cyrtodactylus lekaguli.
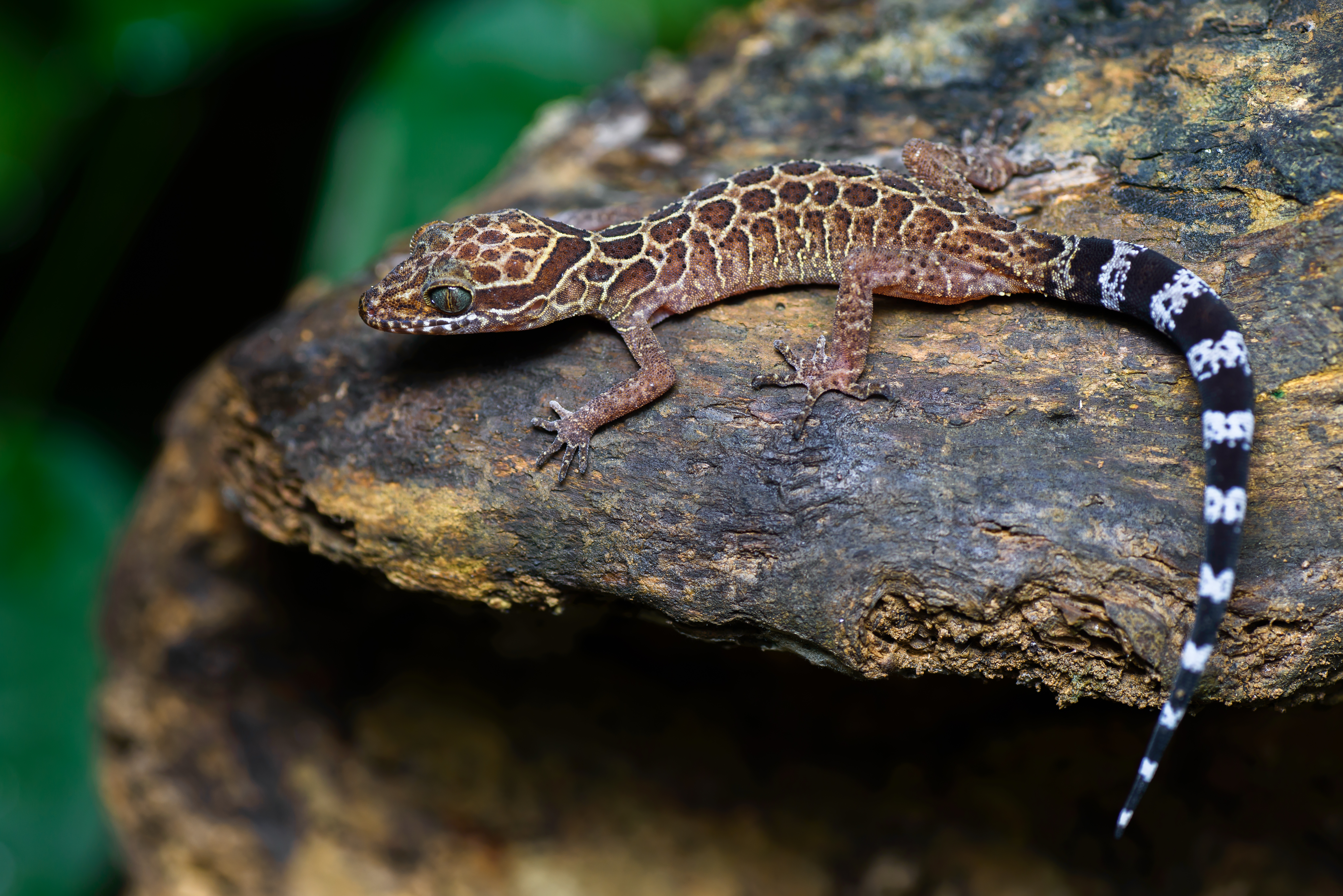
Gecko Cyrtodactylus peguensis.
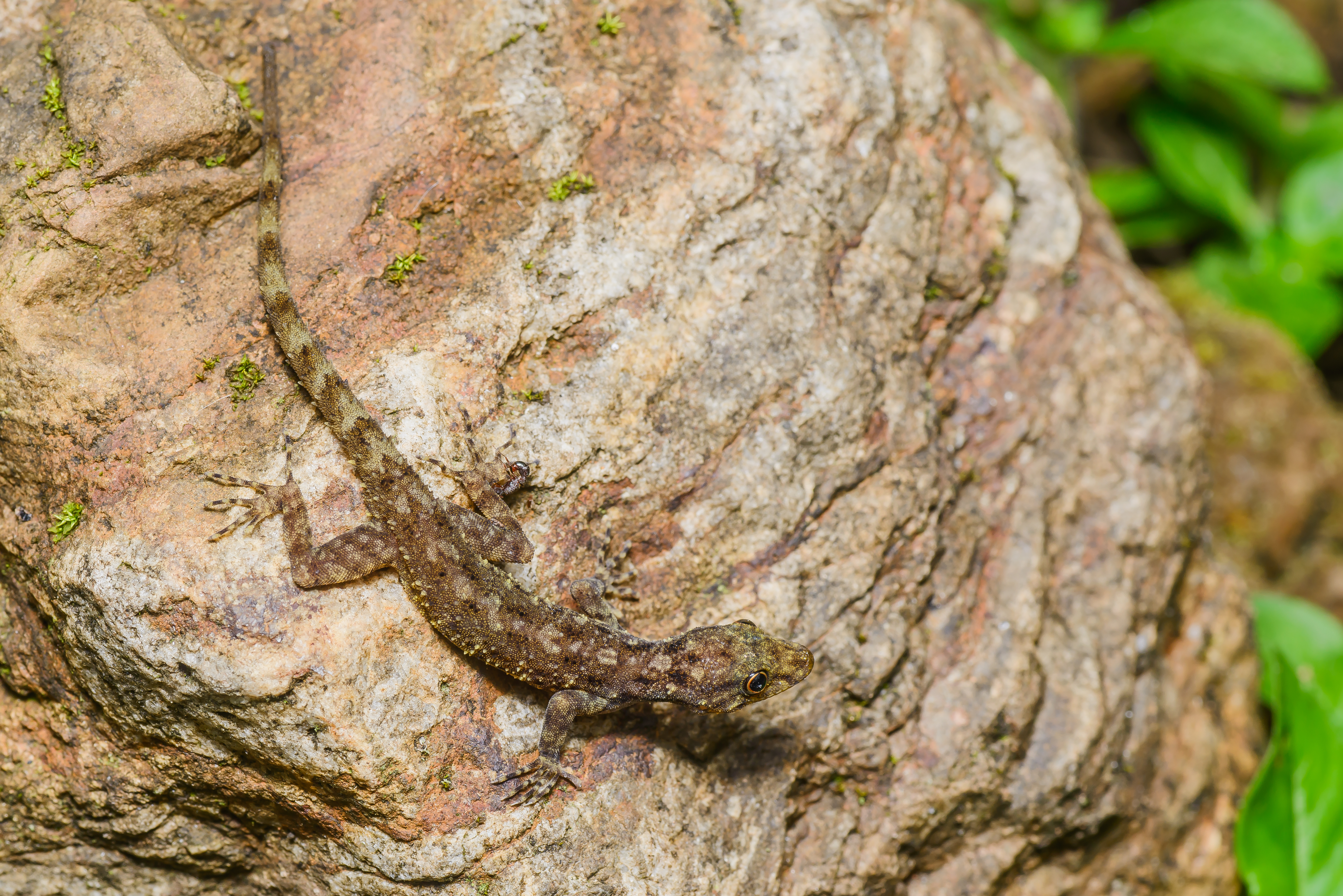
Gecko Cnemaspis chanardi.

Il y a aussi environ 22 espèces d'amphibiens : Abavorana luctuosa (Hylarana luctuosa ou Rana luctuosa) et Alcalus tasanae (Ingerana tasanae) ; gymnophione Ichthyophis supachaii, etc.

Quelques grenouilles et crapauds
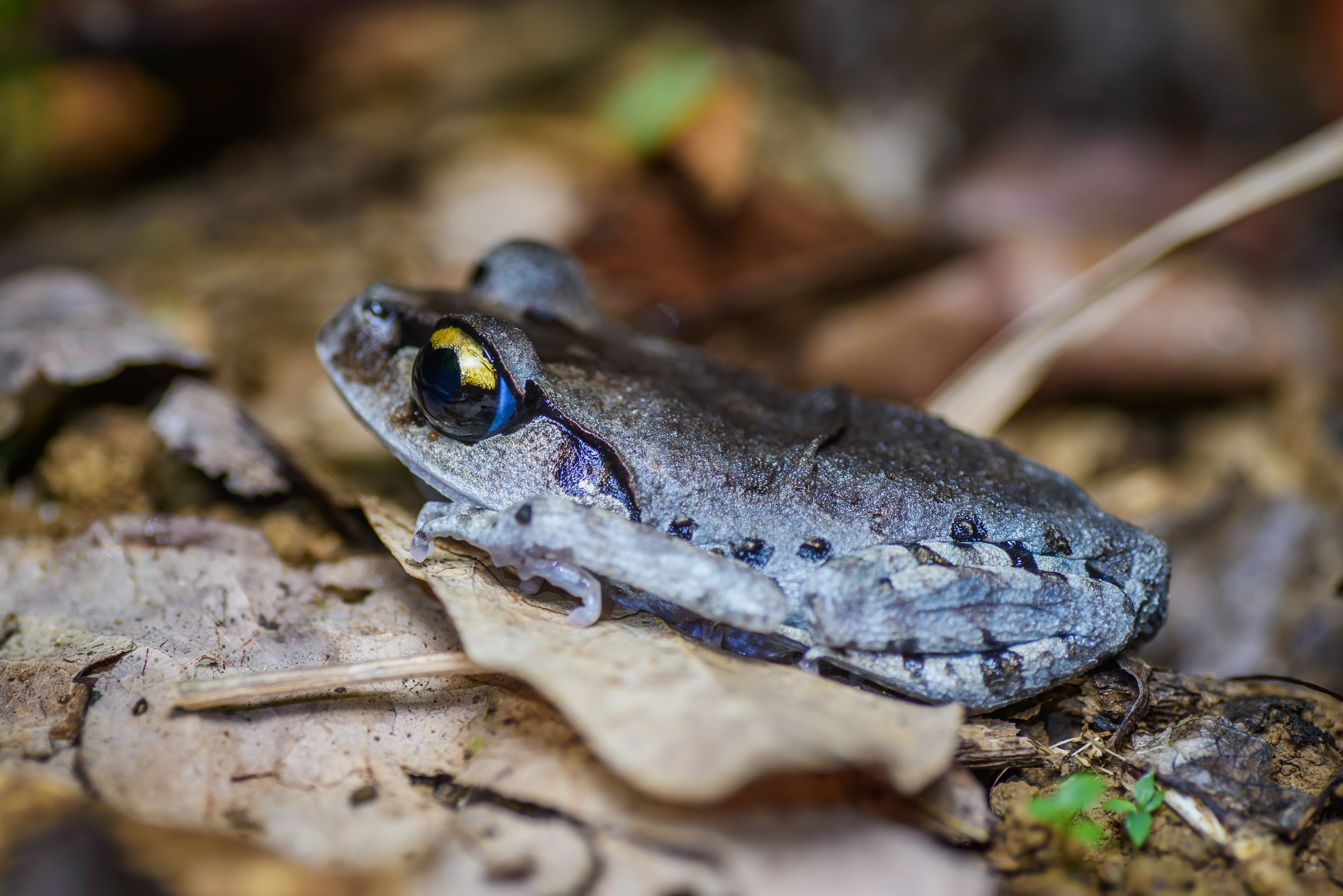
Probablement Leptobrachium smithi.
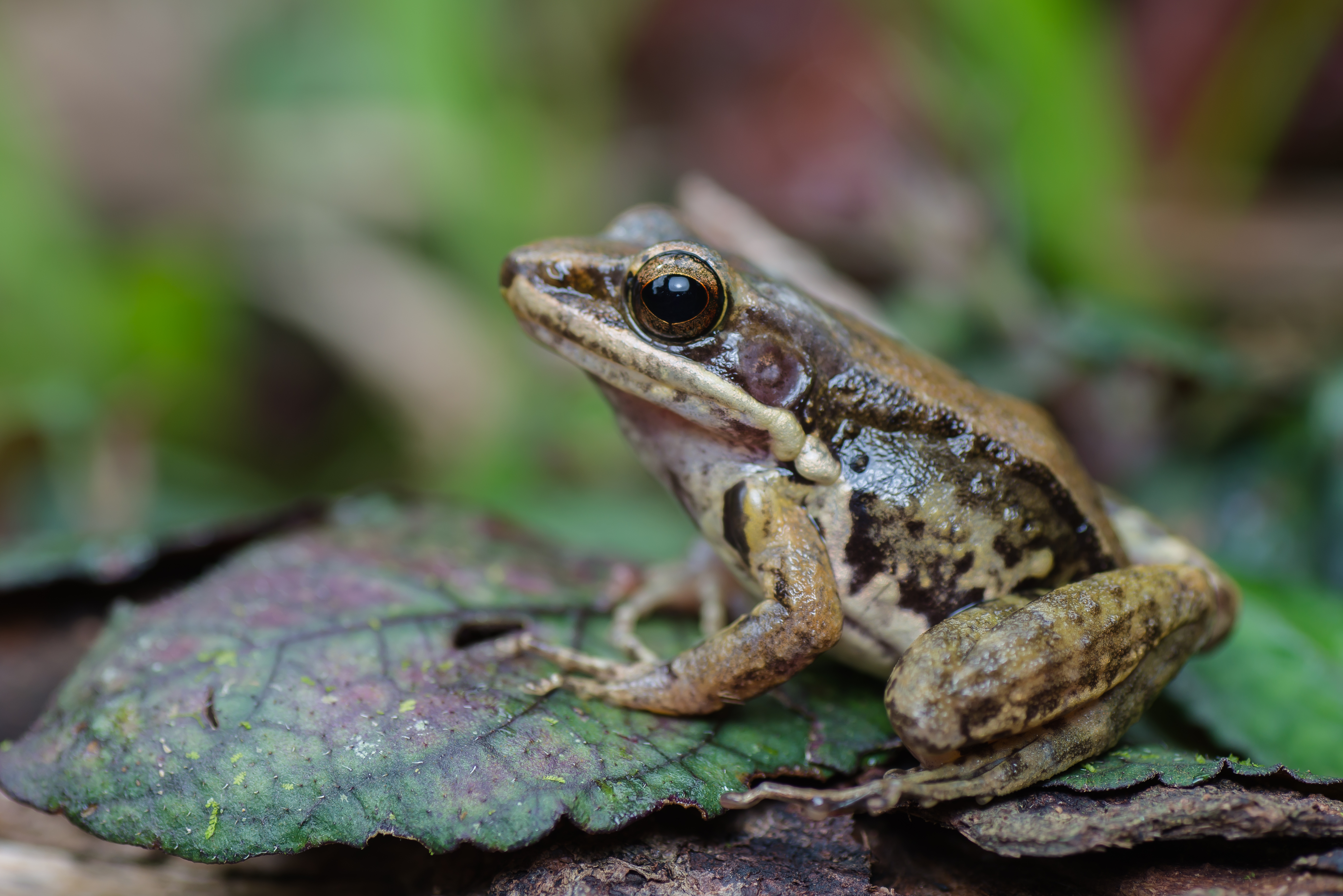
Hylarana nigrovittata.
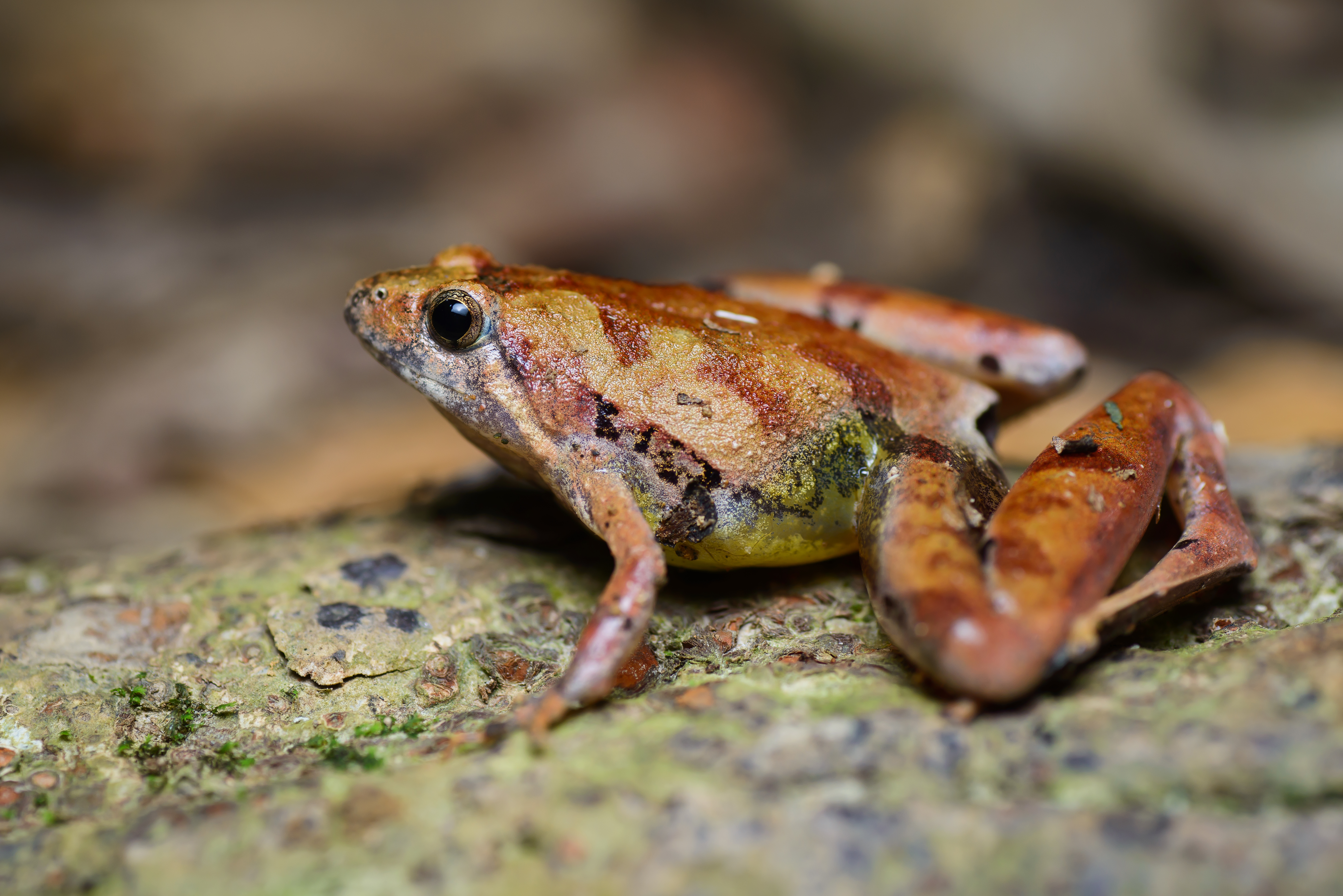
Microhyla berdmorei.
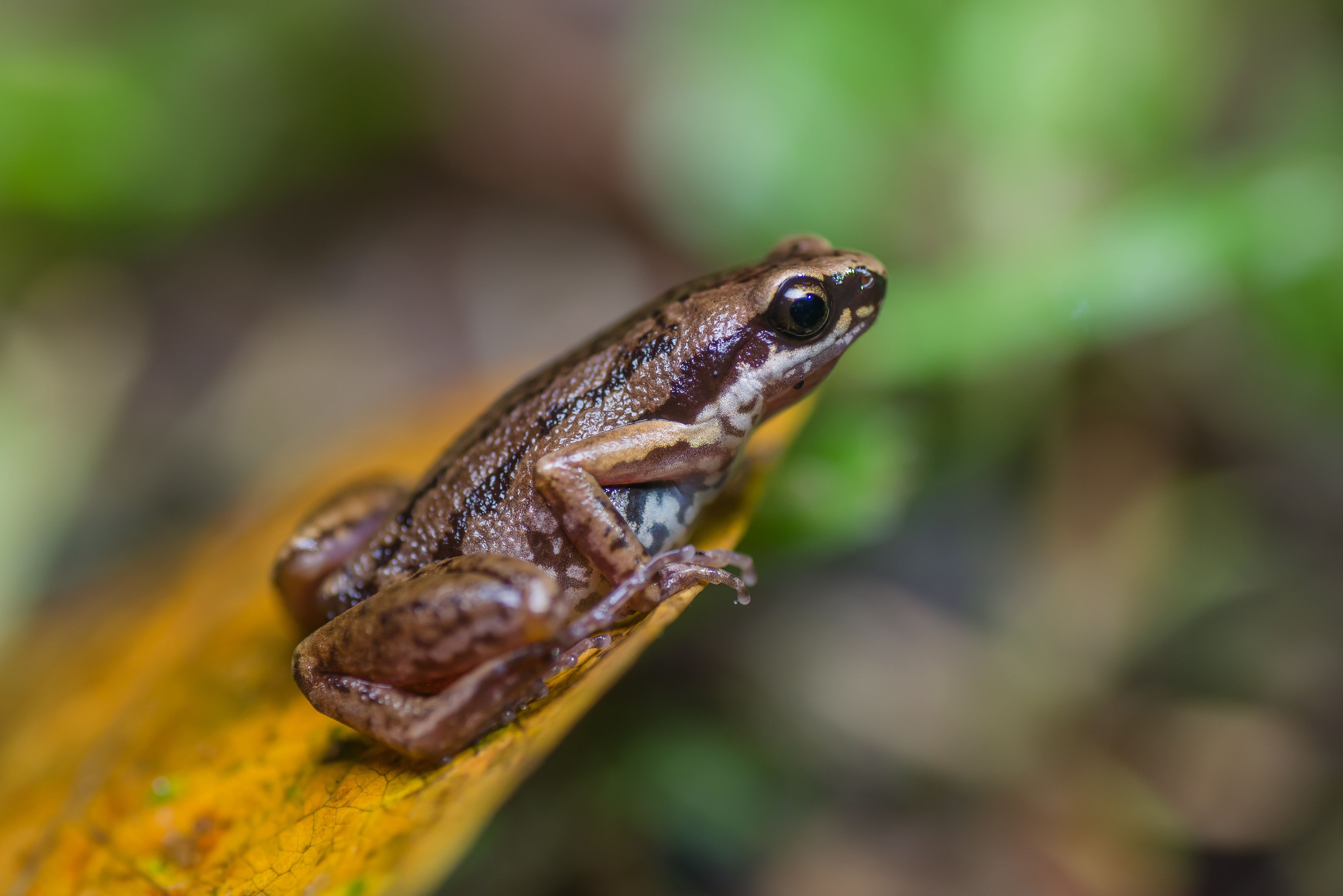
Micryletta inornata.
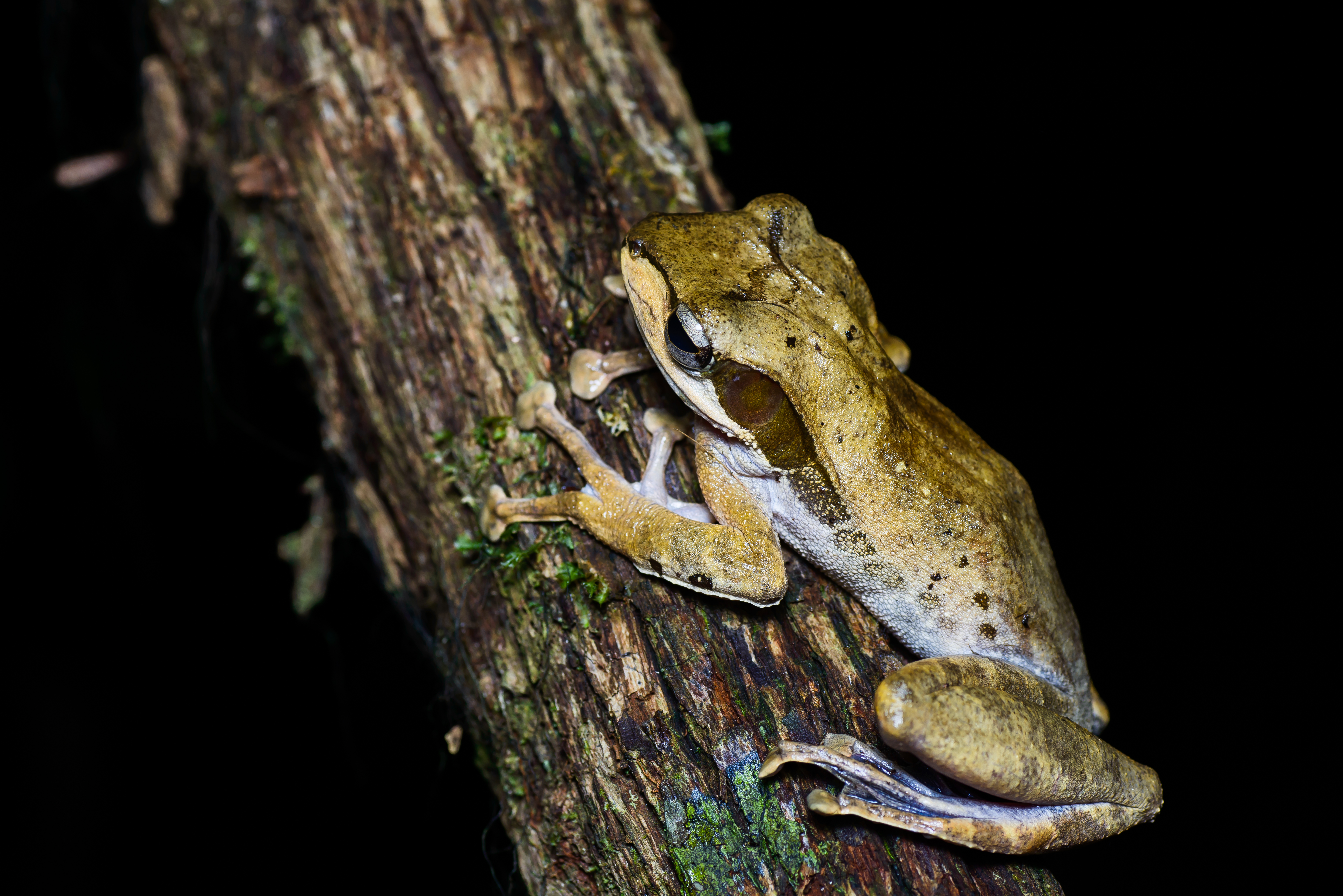
Polypedates macrotis.

## Protection environnementale
Le parc national de Khao Luang couvre une superficie de 570 kilomètres carrés. Il a été créé le 18 novembre 1974. Il est situé à 30 km de la ville de Nakhon Si Thammarat. Ce parc national est constitué en grande partie de terrains montagneux granitiques couverts de forêts où l'on trouve de très nombreuses variétés d'orchidées. Cet endroit est réputé pour ses très nombreuses chutes d’eau.